# Tony Kane
Anthony Michael „Tony“ Kane (* 29. August 1987 in Belfast) ist ein nordirischer Fußballspieler. Er besitzt auch die irische Staatsangehörigkeit.

## Spielerkarriere

### Verein
Tony Kane kam 2004 als Jugendspieler zu den Blackburn Rovers und spielte dort in der U19 und dem Reserve-Team in seinen ersten beiden Jahren eine wichtige Rolle. Von 2006 bis 2009 stand er im Kader der Profimannschaft, kam jedoch zu keinem Pflichtspieleinsatz.
Im Jahr 2006 war er kurzzeitig an Stockport County ausgeliehen. Im Frühjahr 2007 machte Kane mit starken Leistungen als Leihspieler beim belgischen Erstligisten Cercle Brugge auf sich aufmerksam und wurde schon in seinem ersten Spiel von den eigenen Fans zum „Man of the Match“ gekürt.
Es folgten weitere Leihen zu Stockport County und Carlisle United, ehe ihn letzterer Klub 2009 fest verpflichtete. Doch auch hier folgte eine zwischenzeitliche Ausleihe zum FC Darlington. Dann wurde er kurzzeitig an den Cliftonville FC abgegeben und seit Sommer 2011 spielt er für Ballymena United. Hier gewann er 2017 den nordirischen Ligapokal durch ein 2:0-Sieg im Finale über die Carrick Rangers in Belfast.

### Nationalmannschaft
Tony Kane spielte bereits für die U18- und die U19-Nationalmannschaft von Nordirland, bevor er sich Anfang 2007 entschied, dass er in der U21 für Irland spielen möchte. Dort kam er in zwei Freundschaftsspielen zum Einsatz. Seit Ende des gleichen Jahres spielte er wieder für die U21 von Nordirland und bestritt dort fünf Partien.

## Erfolge
- Nordirischer Ligapokalsieger: 2017
- County Antrim Shield-Sieger: 2013, 2016